# Philaenus olivetorum
Philaenus olivetorum is een halfvleugelig insect uit de familie Aphrophoridae. De wetenschappelijke naam van deze soort is voor het eerst geldig gepubliceerd in 1836 door Costa.